# Мађарска на Зимским олимпијским играма 1928.
Мађарска се такмичила на Зимским олимпијским играма одржаним 1928. године у Санкт Морицу, Швајцарска. На овим играма, исто као и на прошлим одржаним у Шамонију, Мађарска није освојила ни једну медаљу а ни олимпијске поене.

## Резултати по спортовима
У табели је приказан успех мађарских спортиста на олимпијади. У загради иза назива спорта је број учесника
Са појачаним бројевима је означен најбољи резултат.
Принцип рачунања олимпијских поена: 1. место – 7 поена, 2. место – 5 поена, 3. место – 4 поена, 4. место – 3 поена, 5. место – 2 поена, 6. место – 1 поен.

| Спортска дисциплина   | Освојено место | Освојено место | Освојено место | Освојено место | Освојено место | Освојено место | Олимпијски поени | Такмичари | Такмичари | Такмичари |
| Спортска дисциплина   |                |                |                | 4.             | 5.             | 6.             | Олимпијски поени | Мушки     | Женске    | Укупно    |
| Нордијско скијање (1) | 0              | 0              | 0              | 0              | 0              | 0              | 0                | 1         | 0         | 1         |
|                       |                |                |                |                |                |                |                  |           |           |           |
| Брзо клизање (3)      | 0              | 0              | 0              | 0              | 0              | 0              | 0                | 1         | 0         | 1         |
| Хокеј на леду (1)     | 0              | 0              | 0              | 0              | 0              | 0              | 0                | 10        | 0         | 10        |
|                       |                |                |                |                |                |                |                  |           |           |           |
| Укупно                | 0              | 0              | 0              | 0              | 0              | 0              | 0                | 12        | 0         | 12        |

## Скијашко трчање
Мушки
| Дисциплина           | Име        | Резултат | Позиција |
| -------------------- | ---------- | -------- | -------- |
| 18 km, скијашко трчање | Ђула Сепеш | одустао  | одустао  |

## Брзо клизање
Мушки
| Дисциплина   | Име          | Резултат | Позиција |
| ------------ | ------------ | -------- | -------- |
| 500 m мушки  | Золтан Етвеш | 46,8     | 19.      |
| 1500 m мушки | Золтан Етвеш | 2:27,9   | 10.      |
| 5000 m мушки | Золтан Етвеш | 9:34,4   | 20.      |

## Хокеј на леду
Мушки

### Хокејаши Мађарске
| Име             | Број утакмица | Број голова | Позиција |
| --------------- | ------------- | ----------- | -------- |
| Миклош Барца    | 3             | 0           | 11.      |
| Фриђеш Барна    | 3             | 0           | 11.      |
| Тибор Хајнрих   | 2             | 0           | 11.      |
| Петер Кремпелс  | 2             | 0           | 11.      |
| Иштван Крепушка | 1             | 0           | 11.      |
| Геза Латор      | 3             | 0           | 11.      |
| Шандор Миндер   | 3             | 1           | 11.      |
| Бела Ордоди     | 1             | 0           | 11.      |
| Јожеф Ревај     | 3             | 0           | 11.      |
| Бела Венер      | 3             | 1           | 11.      |

### Хокејашке утакмице
| 11. фебруар 1928. | МАЂ | 0 – 2 | ФРА | Полувреме: (0–0, 0–2, 0–0) | Арена: Санкт Мориц | Судија: · Поплимонт БЕЛ |

| 12. фебруар 1928. | МАЂ | 2 – 3 | БЕЛ | Полувреме: (1–0, 1–3, 0–0) | Арена: Санкт Мориц | Судија: · Дитрихштајн АУТ |

| 15. фебруар 1928. | МАЂ | 0 – 1 | GBR | Полувреме: (0–1, 0–0, 0–0) | Арена: Санкт Мориц | Судија: · Поплимонт БЕЛ |